# Vall del Mosel·la

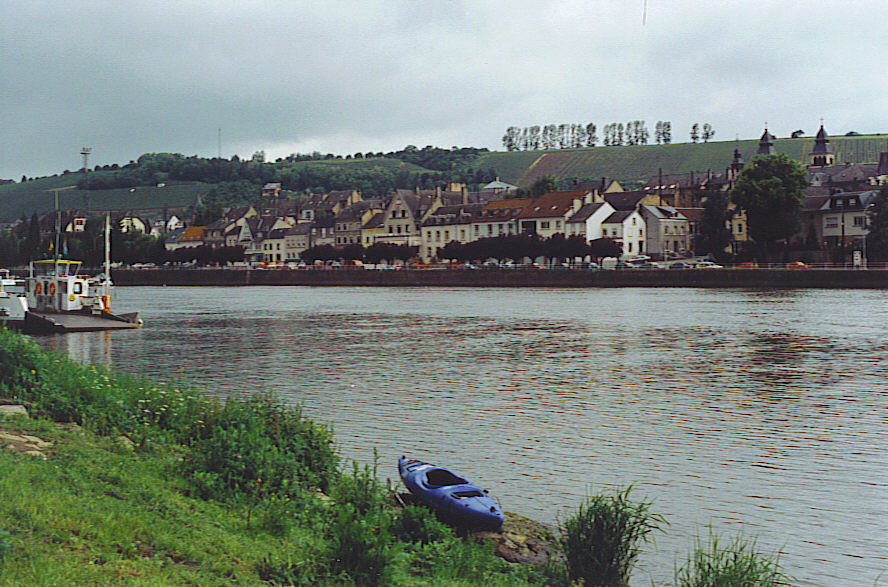
El riu Mosel·la al seu pas per Wasserbillig.

La vall del Mosel·la és una regió al nord-est de França, sud-oest d'Alemanya i est de Luxemburg regat pel riu Mosel·la.
La part de Luxemburg de la vall es correspon aproximadament amb les parts central i oriental dels cantons de Grevenmacher i Remich. A Luxemburgperò els principals municipis de la vall són Schengen, Grevenmacher, Munneref, Remich i Wasserbillig. Les ciutats alemany principals són Trèveris i Coblença, i a França Metz, Toul i Thionville.
El Mosel·la ha estat promocionat com una regió productora de vi blanc. S'hi ha desenvolupat una forta indústria turística per la seva reputació de lloc idíl·lic rural sobretot en les parts alemanya i luxemburguesa. La plana al·luvial francesa entre Toul i Thionville (Diddenuewen) és una zona molt industrialitzada i urbanitzada. El curs superior francès i els altiplans han mantingut un caràcter més natural

## La viticultura
El vi de Mosel·la es produeix en tres països; és el cor de la indústria vinícola de Luxemburg, la regió del vi alemany Mosel, i hi ha algunes vinyes a França.

### El Mosel·la luxemburgués
Els Romans van portar la vinya als vessants del Mosel·la luxemburguès. El 2017 hi havia 1303 hectàrees. Produeix principalment vi blanc (90%). Té una denominació d'origen protegida «Moselle Luxembourgeoise» des de 2009 que succeeix a la «marca nacional» que existia des de 1935.

### Appellation d'origine contrôlée (França)
A l'apogeu devers 1830, hi havia 40.000 hectàrees de vinya a la Lorena. Al pas del segle, apareix la fil·loxera, la industrialització de la vall, les guerres francoalemanyes, l'èxode rural, tots factors que van contribuir a l'ocàs de la viticultura. El 1935 en quedaven 1500 hectàrees, la creació d'una apel·lació VDQS el 1951 no reïx a parar l'ocàs: el 1970 només romanien unes tres hectàrees. Als anys 1980 va començar un lent renaixement. El 2011 els viticultors van obtenir el distintiu anhelat d'appellation d'origine contrôlée (AOC). El 2023 la vinya té 678 hectàrees. Produeix vi blanc (60%), vi negre (30%) o rosat (10%).

### El Mosel·la alemany
La vinya de la vall del Mosel·la i les valls segundaris del Saar i del Ruwer cobria 8661 hectàrees el 2021, conreades per gairebé tres mil cellers. Últimament el sector és consolida i els petites cellers de menys de 5 hectàrees desapareixen. El 2022 s'hi han produït 714.000 hectolitres.